# Champagnat (Saône-et-Loire)
Champagnat település Franciaországban, Saône-et-Loire megyében. Lakosainak száma 464 fő (2022. január 1.). Champagnat Cuiseaux, Montagna-le-Reconduit, Chevreaux, Véria, Dommartin-lès-Cuiseaux és Joudes községekkel határos.

## Népesség
A település népességének változása:
| Lakosok száma | 483  | 454  | 468  | 450  | 457  | 463  | 470  | 466  | 464  |
|               | 2013 | 2015 | 2016 | 2017 | 2018 | 2019 | 2020 | 2021 | 2022 |